# Воронезько-Харківська операція
Воронезько-Харківська операція — стратегічна наступальна операція радянських військ Воронезького фронту (генерал-лейтенант, з 19 січня 1943 генерал-полковник П.Голиков), 13-ї армії (генерал-майор, з 14 лютого 1943 генерал-лейтенант М.Пухов) Брянського та 6-ї армії (генерал-лейтенант Ф.Харитонов) Південно-Західного фронтів під час радянсько-німецької війни. У ході бойових дій в битву були додатково введені управління 69-ї і 64-ї армій, танковий і кавалерійський корпуса, 9 дивізій та 5 бригад. Під час операції проведені: Острогозько-Розсошанська, Воронезько-Касторненська наступальні операції, а також Харківська наступальна операція під кодовою назвою операція «Зірка».
У результаті проведення операції радянські війська завдали поразки групі армій «B»: угорська 2-га армія і італійська 8-ма армія були майже повністю розгромлені, німецька 2-га армія втратила основну частину бойової техніки. Втрати противника склали 26 дивізій, 160 тис. осіб, у тому числі 77 тис. убитими, з яких понад 49 тис. — німецькі солдати і офіцери. За 50 діб наступу радянські війська просунулися на глибину 360—520 км, оволоділи значною територією, великими адміністративними та промисловими центрами — Воронеж, Курськ, Бєлгород, Харків.

## Хід операції

### Обстановка перед початком наступу
Взимку 1942/43 року Червона Армія розгорнула активні наступальні дії майже по усьому німецько-радянському фронту від Ленінграда до Кавказу. Донський фронт у січні — лютому 1943 року ліквідував оточене угруповання Ф. Паулюса. За задумом Ставки Верховного Головнокомандування на Воронезький фронт (генерал-лейтенант П. Голиков) у взаємодії з фланговими арміями Брянського і Південно-Західного фронтів покладалася задача послідовно розгрому Острогозько-Розсошанського і Воронезько-Касторненського угруповань противника, та надалі завдання удару на Харків. Крім недопущення прориву Паулюса з «котла», ставилося завдання оволодіти важливою залізницею Лиски-Кантемирівка, великий Харківський промисловий район, створити сприятливі умови для наступу на Донбасі, тим самим остаточно перехопити стратегічну ініціативу на південно-західному напрямку у свої руки.
До наступу залучалися 38-ма, 60-та, 40-ва армії, 18-й окремий стрілецький корпус і 2-га повітряна армія Воронезького фронту, а також 6-та армія Південно-Західного і 13-та армія Брянського фронтів. Для нарощування сил війська Воронезького фронту перед Острогозько-Россошанською операцією посилювалися 3-ю танковою армією (командувач — П. С. Рибалко), 7-м кавалерійським корпусом, трьома стрілецькими дивізіями, дивізією реактивної артилерії, артилерійською дивізією прориву, іншими з'єднаннями та частинами.
На 260-км фронті наступу Воронезького фронту були утворені три ударні угруповання: на півночі — основні сили 40-ї армії (командувач — генерал-лейтенант К. С. Москаленко), на півдні — основні сили 3-ї танкової армії (командувач — генерал-майор, з 19 січня генерал-лейтенант П. С. Рибалко), в центрі завдавав удару 18-й окремий стрілецький корпус (командир — генерал-майор П. М. Зиков).
При підготовці до наступу широко використовувався такий прийом військового мистецтва, як введення супротивника в оману. У той час як головні сили прориву приховано зосереджувалися на плацдармі, частинами армії імітувалося жвавий рух у районі Воронежа, особливо вночі. Миготіли запалені фари автомобілів, чувся шум потужних моторів танків. З метою дезінформації застосовувалися батареї, що кочують, проводилися хибні рекогносцировки, демонстрації наближення до переднього краю лижних частин.
3-тя танкова армія залізничними ешелонами була переправлена з району Калуги (де перебувала в резерві Ставки ВГК) на Верхній Дон і зосередилася в районі Кантемирівки.
За задумом операції 40-ва армія з півночі і 3-тя танкова армія з півдня повинні були після прориву ворожої оборони наступати по одному напрямі з тим, щоб з'єднавшись у Олексіївки, оточити Острогозько-Розсошанське угруповання ворога. Розсікаючий удар по противнику в центрі завдавав 18-й окремий стрілецький корпус. Частина сил 40-ї армії і 7-й кавалерійський корпус (доданий 3-й танковій армії) повинні були просунутися до річки Оскіл, де створити зовнішній фронт оточення. Дії військ Воронезького фронту на півдні забезпечувала 6-та армія (генерал-лейтенант Ф. Харитонов) Південно-Західного фронту, що наступала з району південніше Кантемирівки.

### Острогозько-Розсошанська операція
13 січня 1943 року розпочався наступ головних сил північного угруповання зі Сторожевського плацдарму. Наступ почався за добу до наміченого терміну, так як розвідка боєм, проведена передовими стрілецькими батальйонами, виявила слабкість оборони противника. Для розвитку їхнього успіху після 2-годинної потужної артилерійської підготовки перейшли в наступ головні сили 40-ї армії. До кінця другого дня оборона ворога була прорвана на ділянці 15 км по фронту і 17 км в глибину. До 15 січня фронт прориву вдалося розширити до 100 км в глибину — на правому фланзі до 20 км, в центрі — до 35, на лівому фланзі — до 16 км.
14 січня перейшло в наступ південне угруповання і за 3 години напруженого бою вклинилося в глибину оборони противника на 1-3 км. З метою прискорення прориву в бій були введені 12-й і 15-й танкові корпуси 3-ї танкової армії. Це допомогло різко змінити обстановку. До вечора 14 січня танкісти просунулися на 12-23 км, розгромивши в районі Жиліна штаб 24-го німецького танкового корпусу, і з ранку 15 січня розгорнули наступ у північному та північно-західному напрямках. Тим часом, 7-й кавалерійський корпус і 6-та армія успішно просувалися на захід.
14 січня у центральній смузі наступу Воронезького фронту пішов вперед 18-й окремий стрілецький корпус. Підтримуваний потужним вогнем артилерії і ударами авіації, він зламав опір ворога і до кінця 15 січня, після нічного бою при 25-градусному морозі, виконав своє завдання розсічення військ противника. До 16 січня на крайніх флангах Воронезького фронту була повністю подолана тактична глибина оборони ворога.
Тепер постало нове завдання — стрімким маневром оточити і роздрібнити Острогозько-Розсошанське угруповання військ Вермахту, ізолювавши його від інших військ противника. На створення внутрішнього і зовнішнього фронтів оточення радянським військам знадобилося три доби. У районі Острогозька потрапили в кільце три дивізії супротивника.
Тим часом, війська 12-го танкового корпусу вийшли в глибокий тил італійського альпійського корпусу і залишків угорських дивізій, водночас 15-й танковий корпус стрімким кидком вийшов до Ольховаткі. 18 січня, опанувавши Ольховатку, 15-й танковий корпус підійшов до Олексіївці. 19 січня, 7-й кавалерійський корпус, що вів наступ південніше, захопив Валуйки, полонивши кілька тисяч солдатів і офіцерів противника і оволодівши великими складами. За самовіддані бойові дії в умовах суворої сніжної зими, вміле маневрування в глибокому оперативному тилу ворога, сміливість і доблесть особового складу, проявлені в боях, 7-й кавалерійський корпус був перейменований у 6-й гвардійський кавалерійський корпус.
На шостий день операції військами Воронезького фронту були утворені внутрішній і зовнішній фронти оточення навколо німецько-італійсько-угорських військ. Внутрішній фронт не був суцільним: війська Червоної армії утримували тільки найважливіші вузли доріг і населені пункти, що знаходилися на найбільш ймовірних шляхах відходу супротивника. У період з 19 по 27 січня проводилася остаточна ліквідація розчленованого на частини ворожого угруповання (13 дивізій). Острогозько-Россошанська операція тривала 15 днів. Вона стала однією з перших операцій Червоної Армії на оточення і знищення великого угруповання противника.

### Воронезько-Касторненська операція
Наступний етап наступу радянських військ — Воронезько-Касторненська операція (24 січня — 17 лютого 1943) — розпочався без будь-якої паузи, щоб не дати супротивнику можливості відвести свої війська з Воронезького виступу і стабілізувати лінію фронту. Завдання розгрому воронезького угруповання противника (основних сил німецької 2-й армії і угорського 3-го армійського корпусу) покладалася на 38-му, 40-ву і 60-ту армії Воронезького фронту, а також на 13-ту армію Брянського фронту, що діяла на правому фланзі. Крім масування сил і засобів, що забезпечував істотну перевагу над супротивником на ділянках прориву, радянське командування знову спланувало дії по оточенню ворожих військ. Успішне завершення цієї операції дозволило б надалі завдати ударів на курському напрямку на стику центрального і південного стратегічних угруповань противника та на харківському напрямку.
24 січня 1943 перейшли в наступ війська 40-ї армії К. Москаленко. Введений в бій 4-й танковий корпус генерал-майора А. Кравченка за 2 доби подолав до 30 км і вийшов у тил противника, опанувавши Горшечним.
Передбачаючи можливість оточення, німецьке командування почало відведення військ з Воронезького виступу. Вже 25 січня 60-та армія генерал-лейтенанта І. Черняховського вибила німців з правобережних кварталів Воронежа, повністю звільнила місто і опанувала західним берегом Дону. Того ж дня перейшла в наступ 38-ма армія генерал-лейтенанта Н. Чибісова. 26 січня, ударом у напрямку на Касторне, ворожу оборону прорвала 13-та армія генерал-майора М. П. Пухова. Незважаючи на сильний мороз і заметіль, радянські війська продовжували просуватися вперед.
28 січня 1943 року частини 13-ї, 38-ї армій і 4-го танкового корпусу з'єдналися в районі Касторне, наступного дня цей важливий вузол комунікацій був повністю звільнений. Одночасно на південний схід від Касторного в оточення потрапили 7 німецьких і 2 угорські дивізії, що налічували близько 40 тис. чоловік. Частина сил 13-ї і 40-ї армій утворили зовнішній фронт оточення.
З 25 по 29 січня в ході наступу війська Воронезького фронту взяли в полон 22 тис. чоловік. Німецьке командування, відводячи свої війська, вдавалося використовувати угорські частини, як ар'єргардні заслони для врятування німецьких військ. Відзначаючи зневажливе ставлення німців до своїх союзників, угорський генерал Ф.Сомбатхеї згодом писав: «Засоби пересування, коней, теплі речі забирали… Скидали поранених угорців з автомашин».
28 січня військам Воронезького фронту були визначені нові завдання з проведення Харківської наступальної операції: 60-та армія висувалася на річку Тім, 38-ма армія — на річку Оскіл, 40-ва армія розгорталася для наступу на Бєлгород, 13-та армія Брянського фронту була повернена на захід. З 7 лютого боротьбу з оточеним угрупованням продовжувала лише частина сил 38-ї армії.
Зосередивши до 6 дивізій, оточений противник 31 січня здійснив прорив у напрямку на Старий Оскол, де в облозі знаходився німецький гарнізон міста. Оточеним військам противника вдалося декількома групами прорватися на захід. З'єднавшись у районі Солнцева, вони кинулися на Обоянь. З'єднання 38-ї армії переслідували противника, але випередити його у виході на шляхи відходу через складні погодні умови не вдалося. 17 лютого залишки ворожих дивізій прорвалися через лінію фронту оточення.
У результаті проведення Воронезько-Касторненської операції радянські війська просунулися на відстань до 240 км. Вони звільнили більшу частину Воронезької та Курської областей, в тому числі міста Воронеж, Касторне, Старий Оскол, Тим і багато інших великих населених пунктів. Було розгромлено до 11 дивізій супротивника, втрати якого склали понад 60 тис. осіб. Німецьке командування остаточно втратило рубіж на річці Дон, який Гітлер вимагав утримувати будь-яку ціну.
Потужні удари радянських військ в Острогозько-Розсошанській та Воронезько-Касторненській операціях різко послабили групу армій «B». Для запобігання повної поразки своїх військ на Верхньому Доні, німецьке командування напередодні наступу радянських армій на Харків почало спішно перекидати на загрозливі напрямки з'єднання з інших ділянок Східного фронту. Так, з-під Орла передислокована 26-та піхотна дивізія, з району Мценська — 4-та танкова. З Франції в район Харкова спішно прямували з'єднання 2-го танкового корпусу СС — танкові дивізії СС «Рейх», «Адольф Гітлер» і «Мертва голова».

### Операція «Зірка»
У Харківській наступальній операції (2 лютого — 3 березня 1943) головний удар і раніше завдавали війська Воронезького фронту, на лівому фланзі з ними взаємодіяла 6-та армія Південно-Західного фронту. План операції отримав умовне найменування «Зірка», що відображало його задум — провести концентричний наступ на Харків ударами, що зводяться, на одному напрямі. Передбачався прорив танкових і кавалерійських з'єднань в тил харківського угруповання ворога з метою її оточення. Після тривалих безперервних боїв у складних погодних умовах великі були втрати в людях і техніці.
2 лютого завдали удару з'єднання 3-ї танкової, 6-ї армій і 18-й окремий стрілецький корпус, а 3 лютого — 40-ва і 60-та армії. Зламавши опір противника на правому фланзі, війська 60-ї армії І. Д. Черняховського 8 лютого оволоділи Курськом. 9 лютого 40-ва армія К. С. Москаленка звільнила Бєлгород і кинулася з півночі на Харків, зі сходу через Вовчанськ до міста проривалася 69-та армія генерал-лейтенанта М. І. Казакова. З південного сходу, форсувавши Сіверський Донець і оволодівши Чугуєвом, до Харкова рухалася 3-тя танкова армія П. Рибалка, з якою взаємодіяв 6-й гвардійський кавалерійський корпус. 15 лютого радянські війська почали штурм Харкова. Незважаючи на впертий опір німецького танкового корпусу СС і більш ніж подвійну перевагу противника в танках, з'єднання 40-ї, 69-ї та 3-ї танкової армій наступного дня оволоділи містом.
Харківська наступальна операція проводилася вже на граничній напрузі можливостей військ Воронезького фронту. У деяких стрілецьких дивізіях налічувалося лише по 3,5-4 тис. осіб. 3-тя танкова армія на 18 лютого мала в строю тільки 110 танків, через розтягнуті комунікації не вистачало пального і боєприпасів, десятки танків зупинилися в дорозі через технічні несправності та пошкодження. 6-й гвардійський кавалерійський корпус мав значний некомплект кінного складу і також відчував перебої з постачанням. Багато в чому через цих труднощів рухливі з'єднання не змогли вийти в тил харківської угруповання ворога і забезпечити її оточення. Німцям вдалося відступити на захід.
З середини лютого внаслідок великих втрат, перебоїв у постачанні і зниження активності авіації через велику віддаленість аеродромів темпи наступу військ Воронезького фронту поступово знижувалися. До того ж фронт давно не отримував поповнень. Переоцінюючи досягнуті на південно-західному напрямку успіхи і прагнучі змусити німецькі війська швидше залишити Північний Кавказ, Дон і Донбас, Ставка після взяття Харкова наполягала на продовженні Воронезьким фронтом наступу до Дніпра. Однак з виходом передових з'єднань на підступи до Сум та Полтави обстановка на південь від Харкова різко погіршилася. Велике контратакуюче угруповання військ противника створила загрозу прориву зі смуги Південно-Західного фронту у фланг і тил Воронезького фронту. Стало ясно, що в умовах наближалась весняного бездоріжжя, без надійної авіаційної підтримки і поповнення сил наступальні можливості фронту вичерпані. Тому було вирішено наступ призупинити і перейти до оборони на досягнутому до 3 березня рубежі.

## Підсумки операції
У результаті проведення Воронезько-Харківської стратегічної наступальної операції радянські війська завдали поразки групі армій «B»: угорська 2-га армія і італійська 8-ма армія були майже повністю розгромлені, німецька 2-га армія втратила основну частину бойової техніки. Втрати противника склали 26 дивізій, 160 тис. осіб, у тому числі 77 тис. убитими, з яких понад 49 тис. — німецькі солдати і офіцери. За 50 діб наступу радянські війська просунулися на глибину 360—520 км, оволоділи значною територією, великими адміністративними та промисловими центрами — Воронеж, Курськ, Бєлгород, Харків.

## Відео
- «Воронежско-Харьковская наступательная операция» [Архівовано 14 липня 2015 у Wayback Machine.]
- Воронежско-Харьковская наступательная операция [Архівовано 12 липня 2015 у Wayback Machine.]